# Sveta Marija na Krasu (Buje)
Sveta Marija na Krasu is een plaats in de gemeente Buje in de Kroatische provincie Istrië. De plaats telt 0 inwoners (2001).